# Paraturbanella intermedia
Paraturbanella intermedia är en djurart som tillhör fylumet bukhårsdjur, och som beskrevs av Christian Wieser 1957. Paraturbanella intermedia ingår i släktet Paraturbanella och familjen Turbanellidae. Inga underarter finns listade i Catalogue of Life.